# Mount Macklin (Südgeorgien)
Mount Macklin ist ein 1900 m hoher Berg mit Doppelgipfel im Südosten Südgeorgiens. Er ragt zwischen Mount Carse und dem Douglas Crag im südlichen Teil der Salvesen Range auf.
Der South Georgia Survey kartierte ihn im Rahmen seiner von 1951 bis 1957 dauernden Vermessungskampagne Südgeorgiens. Das UK Antarctic Place-Names Committee benannte ihn 1958 nach dem britischen Arzt Alexander Hepburne Macklin (1889–1967), Teilnehmer der Endurance-Expedition (1914–1917) und der Quest-Expedition (1921–1922), die beide unter der Leitung des britischen Polarforschers Ernest Shackleton standen.